# لقاح خارجی

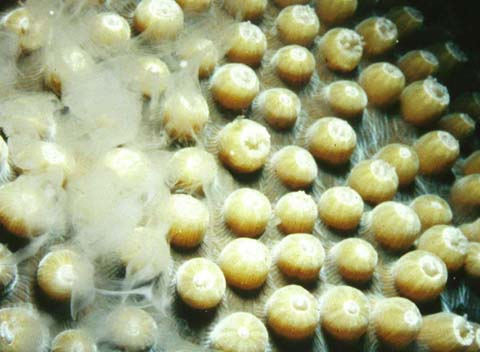
آزاد شدن گامت‌ها توسط مرجان‌های سنگی.

لقاح خارجی نوعی لقاح است که در آن جانوران گامت‌هایشان را از بدن خارج می‌کنند و گامت‌ها در بیرون از بدن والد خود لقاح می‌کنند.
این نوع لقاح در بسیاری از بی‌مهرگان آبزی و ماهی‌ها و دوزیستان است و تنها در آب امکان‌پذیر است. تعداد گامت‌هایی که در لقاح بیرونی تولید می‌شود بسیار زیاد است، چون احتمال به هم رسیدن گامت‌ها در آب کم است، برای همین والد ماده تخمک‌های بیشتری تولید می‌کند تا احتمال لقاح بیشتر شود. برای افزایش احتمال برخورد گامت‌ها، ورود هم‌زمان گامت‌ها به آب هم تأثیر بسیار زیاد و مهمی دارد و به همین دلیل دمای محیط، طول روز یا آزادسازی یک سری مواد شیمیایی از عوامل مهم در افزایش احتمال لقاح هستند.
نکته: در برخی جانوران آبزی و پستاندار مانند وال و دلفین و در سخت پوستان دریایی و یک نوع کوسه ماهی لقاح بیرونی است.
به‌طور کلی این نوع لقاح هم در مهره‌داران و هم در بی‌مهرگان دیده می‌شود.